# 林道乾
林道乾（？—？），明朝海盜，也是北大年王國拉圖·比魯（Ratu Biru）女王在位時代的華人高官。

## 生平
明確生卒年代不詳，16世紀初出生在中國華南地區，据《潮州府志》卷三十八《林道乾传》记载，林道乾是潮州惠来人，年少时曾为县吏。為人机变狡詐，智谋超出一般海寇。
嘉靖四十五年（1566年）三月，率战船50余艘自南澳岛攻打诏安，都督俞大猷派兵追剿，逃往占城，又返回潮州，掳掠如故。
隆庆二年接受招安，被安插在潮阳县招收都下尾（今汕头市濠江区达濠下尾）。但仍招兵买马，重金招募，一人一金（一兩銀）。凡招募十人者，另可得三金，并令其为队长。因此投奔他的人众多，成为海滨巨寇，连年进犯惠来、龙溪、海丰、石帆等地。
万历元年为官兵追剿，遁入海中。经暹罗港附近的大昆仑山（今越南昆仑岛），见山高且广，林道乾率领舟师登山筑寨，但该地多台风，海船难以停泊，于是弃之，前往马来半岛，攻占北大年。
后林道乾助暹罗王破安南，暹罗王嘉奖，以女妻之。林道乾乐不思蜀。林道乾曾任冶工首领多年。林有一妹林金蓮（人称林姑娘），曾力劝兄弃马来籍回中国，兄不从。今北大年还有林姑娘庙，北大年市东六公里处的Kase，有林姑娘墓。
林道乾在北大年曾建立一所规模宏大的枪炮厂，铸造雌雄炮。製作大砲以后，林道乾改信伊斯蘭教、做了北大年的灣港的管理官。
現在林道乾仍被住在北大年府的華僑視為英雄。
李贄評之：「設使以林道乾當郡守二千石之任，則雖海上再出一林道乾，亦絕不敢肆。」，又說「設國家能用之為郡守令尹，又何止足當勝兵三十萬人已耶；又設用之為虎臣武將，則阃外之事可得專之，朝廷自然無四顧之憂矣。」

## 逸事
閩南語俗諺：「林大乾，鑄銃打家己」，意謂「自作自受」。
明末及清代以後的文獻開始出現有記載林道乾於嘉靖四十五年（1566年）三月，攻打韶安，都督俞大猷派兵追剿，林遁入澎湖屿东北的北港（万历末年称为台湾），明兵不追，留师澎湖驻守。林道乾恣意杀戮土著，取人血造船，从安平镇遁往占城。另有其妹「打鼓山（今高雄市鼓山）埋金」的傳說。據傳說，林道乾遭圍剿時，十八籃半的金銀財寶來不及帶走，遂埋於打狗山。其妹金蓮以看守財寶為由意欲留下，遭林道乾一劍砍死，讓她永遠看守財寶。1912年，日本財閥淺野水泥株式會社在鼓山興建水泥廠後，財源廣進。社會上便流傳林道乾那十八籃半的金銀財寶已被淺野會社取去半籃，而僅餘十八籃。並認為日治時代興建水泥工廠的財閥淺野，就是因為獲得林道乾的半籃白銀，才有資本興建水泥廠。而柴山的另一個名稱「埋金山」，也源於這個傳說。
據學者呂自揚等人考據明史中相關的記載、馬卡道族的屏東阿猴社的遷移，認為林道乾從未到過臺灣、打狗山，俞大猷也從未追擊到澎湖過，前列在臺灣的各種傳說，都是後人編造、穿鑿附會。